# Franklin County (Kansas)
Das Franklin County ist ein County im US-Bundesstaat Kansas. Bei der Volkszählung im Jahr 2020 hatte das County 25.996 Einwohner und eine Bevölkerungsdichte von 17,5 Einwohnern pro Quadratkilometer. Der Verwaltungssitz (County Seat) ist Ottawa.
Das Franklin County ist Bestandteil der Metropolregion Kansas City.

## Geographie
Das County liegt im Osten von Kansas, ist etwa 40 km von Missouri entfernt und hat eine Fläche von 1494 Quadratkilometern, wovon sieben Quadratkilometer Wasserfläche sind. Es grenzt an folgende Countys:
|               | Douglas County  | Johnson County |
| Osage County  |                 | Miami County   |
| Coffey County | Anderson County | Linn County    |

## Geschichte

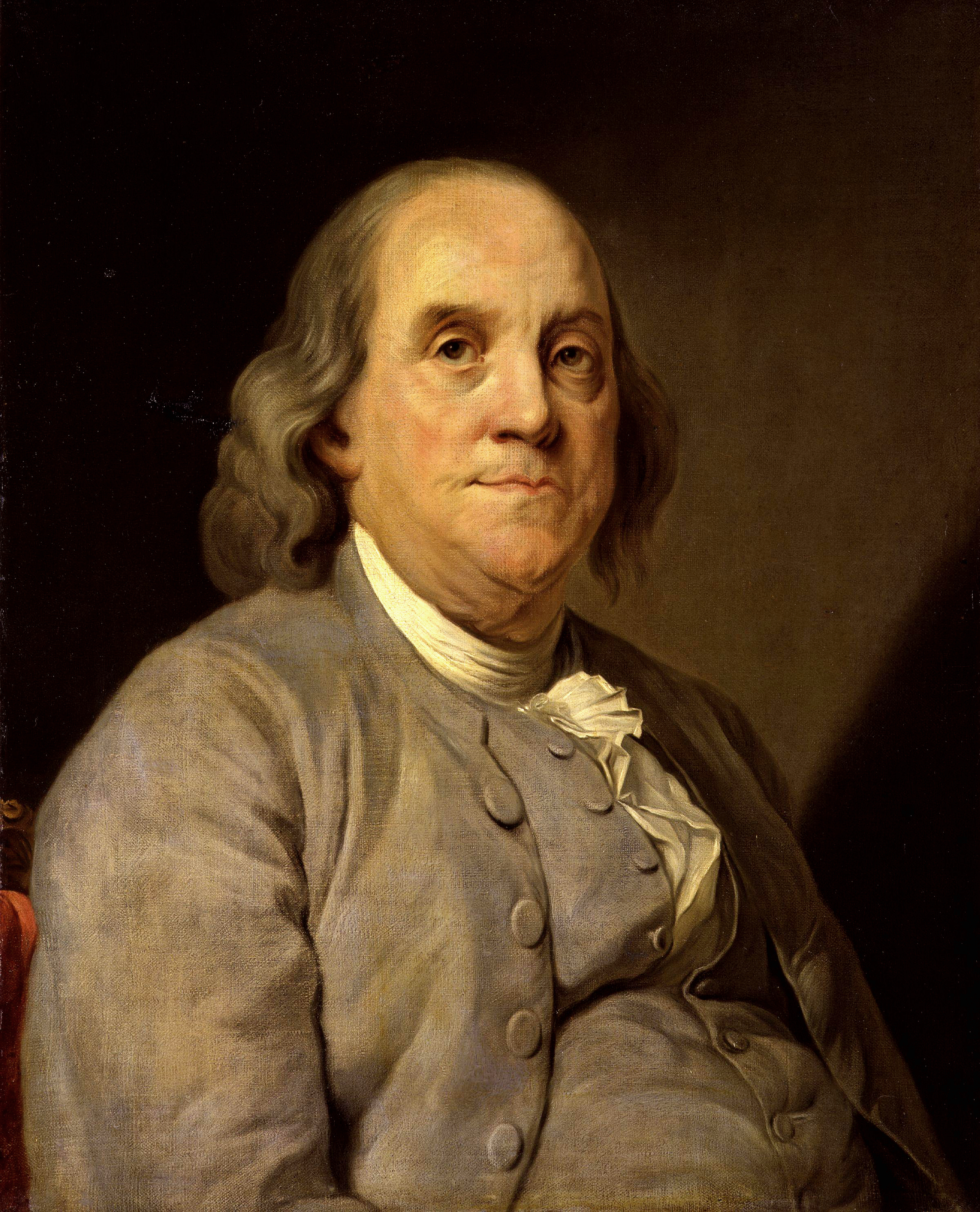
B. Franklin

Das Franklin County wurde am 30. August 1855 als Original-County gebildet und gehört damit zu den ersten 33 Countys, die von der ersten Territorial-Verwaltung gebildet wurden. Benannt wurde es nach Benjamin Franklin (1706–1790), einem der Gründerväter der USA.
Im Mai 1856 kam es im Franklin County am gleichnamigen Bach zum Pottawatomie-Massaker. Dabei töteten John Brown und mehrere abolitionistische Gefährten mehrere Siedler, die Anhänger der Sklaverei waren. Während dieser Zeit herrschten im Kansas-Territorium bürgerkriegsähnliche Verhältnisse, die als Bleeding Kansas bekannt sind.
18 Bauwerke und Stätten des Countys sind im National Register of Historic Places eingetragen.

## Demografische Daten
Nach der Volkszählung im Jahr 2010 lebten im Franklin County 25.992 Menschen in 10.244 Haushalten. Die Bevölkerungsdichte betrug 17,5 Einwohner pro Quadratkilometer.
Ethnisch betrachtet setzte sich die Bevölkerung zusammen aus 93,7 Prozent Weißen, 1,3 Prozent Afroamerikanern, 0,8 Prozent amerikanischen Ureinwohnern, 0,4 Prozent Asiaten sowie aus anderen ethnischen Gruppen; 2,8 Prozent stammten von zwei oder mehr Ethnien ab. Unabhängig von der ethnischen Zugehörigkeit waren 3,6 Prozent der Bevölkerung spanischer oder lateinamerikanischer Abstammung.
In den 10.244 Haushalten lebten statistisch je 2,51 Personen.
25,5 Prozent der Bevölkerung waren unter 18 Jahre alt, 61,6 Prozent waren zwischen 18 und 64 und 12,9 Prozent waren 65 Jahre oder älter. 49,9 Prozent der Bevölkerung war weiblich.
Das jährliche Durchschnittseinkommen eines Haushalts lag bei 46.584 USD. Das Prokopfeinkommen betrug 22.307 USD. 11,2 Prozent der Einwohner lebten unterhalb der Armutsgrenze.

## Städte und Gemeinden
| - Lane - Ottawa - Pomona - Princeton | - Rantoul - Richmond - Wellsville - Williamsburg |

| - Centropolis - Homewood - Imes - LeLoup | - Norwood - Peoria - Ransomville - Richter |

Townships
- Appanoose Township
- Centropolis Township
- Cutler Township
- Franklin Township
- Greenwood Township
- Harrison Township
- Hayes Township
- Homewood Township
- Lincoln Township
- Ohio Township
- Ottawa Township
- Peoria Township
- Pomona Township
- Pottawatomie Township
- Richmond Township
- Williamsburg Township